# Cicindela togata
Cicindela togata este o specie de insecte coleoptere descrisă de Laferté-sénectère în anul 1841. Cicindela togata face parte din genul Cicindela, familia Carabidae.

## Subspecii
Această specie cuprinde următoarele subspecii:
- C. t. fascinans
- C. t. globicollis
- C. t. togata